# Tony Kane
Anthony Kane (Belfast, 29 agosto 1987) è un calciatore nordirlandese naturalizzato irlandese, difensore del Ballymena United.

## Caratteristiche tecniche
Gioca da terzino destro.